# Hans Ludwig Schütz
Hans Ludwig Schütz, död 1650, var en svensk bruksidkare.
Hans Ludwig Schütz var att tyskt ursprung och var företrädare för den tyske handelsmannen Hans Neuman, som senare kom att bli borgmästare i Halmstad. Genom att ha ingått borgensförbindelser för Hans Neuman kom han att i dennes namn ådra sig betydande skulder. När sedan Hans Neuman fick bättre ekonomi lyckades han få tillbaka delar av pengarna, men 1643 gifte han sig med den rike stockholmshandlaren Johan Gerdes änka Anna Simonsdotter Depken, dotter till Simon Depken den äldre och fick därmed en säkrad ekonomi. Samma år erhöll han burskap som sidenkramhandlare i Stockholm. Johan Depken hade haft stora lån utställda till Skultuna bruks ägare Winant Nacken och Schütz gick nu som fordringsägare in i driften tillsammans med sin svåger, Casper Norten. Hans Ludwig Schütz som såg vilken lönsam affär kontrollen över Skultuna började snart intrigera för att manövrera ut svågern. 1645 valde svågern att lämna sina anspråk på Skultuna mot ersättning, men det dröjde till 1649 innan summan fastslagits av domstol. Hans Ludwig Schütz tvingades även till rättstvister med de andra fordringsägarna, sin andra svåger Jacob Grundel den äldre som han senare tvingades ersätta och stockholmsborgaren Lorens Hartman, vilken han efter slutlig hovrättsdom 1648 befriades från ersättning till. De främsta fordringsägarna var dock Willem Momma och Paul Strassberger och inte så enkla att ersätta. Willem Momma hade dessutom själv intressen i mässingsindustrin och att komma över Skultuna, det var troligen därför han lånat ut pengar med bruket som säkerhet. 1646 lyckades dock Momma få privilegium på ett mässingsbruk i Nyköping vilket minskade hans kamplystnad för att komma över Skultuna, och 1649 kunde Schütz betala slutlikviden på lånet. Hans skuld till Strassberger kom aldrig att bli helt återbetald före hans död. Hans Ludvig Schütz som varit sidenhandlare hade inga kunskaper inom mässingsindustrin, och överlät därför den praktiska tillverkningsprocessen till andra. Han skötte främst inköpen av råvaror till bruket och försäljningen av mässingsprodukterna. Efter Johan Gerdes hade han tagit över dennes grosshandel med koppar, och fortsatte samtidigt sin egen handel med siden. Han lät även hämta in knappnålsmakare från Tyskland för att tillverka knappnålar av skultunamässingen. Han stimulerade särskilt leveranser av halvfabrikat till hantverkare i Stockholm.
31 oktober 1649 var han sjuklig, och i ett kontrakt 13 maj 1650 som undertecknats av hans hustru i stället för honom själv sägs han vara svårt sjuk och möjligen döende. 22 juni omtalas han som avliden.
Tillsammans med Anna Simonsdotter Depken hade han tre söner. Kort före sin död hade han försökt ordna så att bruket vid hans tillträde skulle värderas på ett sådant sätt att skulderna som han återbetalas skulle anses utgöra huvuddelen och att hennes barn i det tidigare äktenskapet skulle göras lottlösa. Anna Depken själv verkar ha varit okunnig om hans förfarande och sönerna ännu små då fadern avled. Det var först då äldsta dotterns man Olof Thegner tog saken inför domstol i slutet av 1650-talet som hans förfarande uppmärksammades och alla Anna Depkens barn dömdes som lika arvsberättigade till bruket.